# Чуйко, Владимир Викторович
Владимир Викторович Чуйко (1839—1899) — русский литературный и художественный критик, переводчик; один из авторов Энциклопедического словаря Брокгауза и Ефрона.

## Биография
Владимир Чуйко учился в омском кадетском корпусе, потом поступил на физико-математический факультет Санкт-Петербургского университета, но курса не окончил.
Слушал лекции в Париже, в Сорбонне, преимущественно по философии, истории литературы и сравнительному языкознанию; изучал в Германии и Италии историю искусств, особенно живопись и скульптуру эпохи Возрождения.
На литературном поприще Чуйко дебютировал в 1862 году, поместив в «Иллюстрации» обширную статью «Природа и знание».
С 1866 года публиковался в «Женском вестнике» и «Невском Сборнике», где напечатал несколько статей о современных английских писателях.
В 1867 году В. В. Чуйко уехал в столицу Франции в качестве корреспондента «Санкт-Петербургских ведомостей» (В. Ф. Корша); во время франко-прусской войны печатал в «Голосе» и «Биржевых Ведомостях» письма из гарибальдийского лагеря, Женевы и Рима.
С 1872 году Чуйко вёл критический фельетон в «Голосе», с 1878 года — в «Новостях», а также принимал участие в «Будильнике» (под псевдонимом Маска).
Ряд статей его по истории литературы и искусств были напечатаны в «Отечественных записках», «Вестнике Европы», «Наблюдателе», «Северном вестнике», «Труде», «Нови», «Вопросах философии и психологии» и других периодических печатных изданиях.
В 1880-х гг. Чуйко предпринял издание серии «Европейские писатели и мыслители» в переводах и извлечениях (Свифт, Боккаччо, Ренан, Кондорсе, Петроний, Дидро, Фихте, Шопенгауэр. и др., всего 21 книжка). Переводил и редактировал переводы Гейне, Бальзака, Тэна, Стендаля, Шайнохи, Льюиса, Брет-Гарта и др.
Из оригинальных работ Чуйко вышли отдельными изданиями «Современная русская поэзия и её представители» (СПб., 1885) и объемистая монография «Шекспир, его жизнь и произведения» (СПб., 1889). Последняя, согласно ЭСБЕ: «самая обширная на русском языке книга о Шекспире, написанная живо и литературно».